# Соціальний інтерес
Соціальний інтерес — один з концептів індивідуальної психології, запропонованих Альфредом Адлером. Окрім соціального інтересу, таких концептів є ще шість: почуття неповноцінності та його компенсація; прагнення переважання, вершинним проявом якого є прагнення досконалості; фікційний фіналізм; стиль життя; творче «Я»; порядок народження. Кожен з них ґрунтовно виражений та безпосередньо логічно пов'язаний з усіма іншими.
Соціальний інтерес — позитивне налаштування особистості стосовно інших людей, яке виявляється у прагненні плідного співробітництва не лише задля особистої вигоди, але й заради спільного успіху.
Альфред Адлер вважав, що «степінь розвиненості соціального інтересу є зручним критерієм оцінки психічного здоров'я індивідуума». Адже психічно здоровим людям притаманна доброзичливість та доброчинність, альтруїзм, турбота про інших. Вони хочуть вдосконалювати відносини між людьми та бажають добра всім оточуючим. Їхні прагнення переважно соціально позитивні. Люди з низьким рівнем соціального інтересу відрізняється егоцентризмом.

## Соціальний інстинкт
Основою для розвитку соціального інтересу є соціальний інстинкт, який спонукає людину до альтруїзму всупереч егоїстичним інстинктам.
Як вказував Адлер, назва «соціальний інстинкт» походить від німецького слова gemeinschafttsgefuhl, що означає почуття солідарності, спільності, ідентичності.
Соціальний інстинкт носить вроджений характер, проте вимагає цілеспрямованого формування та розвитку, який відбувається завдяки соціальному оточенню. Розвиток соціального інстинкту починається, перш за все, у сім'ї, де головну роль відіграє спілкування матері з немовлям. За Адлером, батько відіграє другу за важливістю роль у формуванні в дітей соціального інстинкту. Великий вплив мають і взаємини між батьками.

## Типи особистості
Поєднання різних рівнів розвиненості соціального інтересу та степенів активності (за А. Адлером, — це притаманний кожному індивідууму «певний енергетичний рівень, в межах якого він веде наступ на свої життєві проблеми») людей є психологічним базисом для певних типів особистості. Кожен з цих типів має свої особливості, переваги та недоліки.
Керуючий тип — зі слабким або взагалі відсутнім соціальним інтересом. Самовпевнений, наполегливий, працьовитий, активний. Свої проблеми вирішує не враховуючи інтереси суспільства. Оточуючі сприймаються як засоби, які можна використати задля своєї користі.
Тип, що бере — соціальний інтерес відсутній. Люди з такою установкою ставляться до життя паразитуючи і задовільняють свої потреби за рахунок інших. Рівень активності є низьким, тому малоймовірно, що вони завдадуть шкоди іншим. 
Соціально-корисний тип — поєднання високого ступеня соціального інтересу та активності. Будучи соціально орієнтованими, такі люди виявляють щиру турботу про інших і зацікавлені у спілкуванні з ними. Люди, які відноситься до даного типу, усвідомлюють, що вирішення життєвих завдань вимагає співпраці, готовності зробити свій внесок на користь інших людей. Любов, дружба, взаємодопомога, терплячість, співчутливість, турботливість та інші духовно-моральні цінності є пріоритетно значущими.
Тип, що уникає — відсутність соціального інтересу та активності. Люди цього типу більше бояться невдачі, чим прагнуть до успіху. Їх життя характеризується соціально-марною поведінкою і втечею від вирішення життєвих завдань.